# さいたま市立大原中学校
さいたま市立大原中学校（さいたましりつ おおはらちゅうがっこう）は、埼玉県さいたま市浦和区大原にある公立中学校。

## 沿革
- 1954年4月1日 - 浦和市立木崎中学校から分離する形で、浦和市立大原中学校として創立。
- 1954年6月19日 - 浦和市上木崎大原63番地に新校舎完成、移転。この日を開校記念日とする。
- 1984年 - 新校舎（現在地）に移転。跡地はさいたま市子ども家庭総合センター（あいぱれっと）となっている。
- 2001年5月1日 - さいたま市成立に伴い、さいたま市立大原中学校となる。

## 所在地
- さいたま市浦和区大原三丁目1番11号

### アクセス
- JRさいたま新都心駅、与野駅から徒歩25分。

### 周辺施設
- 埼玉県道35号川口上尾線（産業道路）
- さいたま市立上木崎小学校
- 埼玉県立浦和西高等学校
- 大原サッカー場
- 埼玉県障害者交流センター

## クラブ活動

### 運動部
- 野球（男）
- サッカー（男）
- 陸上競技（男・女）
- バスケット（男・女）
- バレー（男・女）
- 卓球（男・女）
- ソフトテニス（男・女）
- ソフトボール（女）
- 剣道
- 柔道

### 文化部
- 吹奏楽
- 英語
- 美術
- 演劇
- 技術

### 大会等の記録
- サッカー部
  - 1972年8月22日 全国中学校サッカー大会優勝
  - 1988年8月23日 全国中学校サッカー大会優勝

## 主な出身者
- 大西赤人（小説家） - 浦和市立木崎中学校に転校
- 池上常幸（バスケットボール選手）－熊谷組
- 上野良治（サッカー選手）
- 石井僚（サッカー選手） - 高崎市立第一中学校から転校
- 入山法子（女優）
- 藤井孝太郎（札幌テレビアナウンサー）
- 森黄州（バスケットボール選手）-B3立川ダイス